# Vladimir Petrov
Vladimir Vladimirovitj Petrov, ryska: Влади́мир Влади́мирович Петро́в, född 30 juni 1947 i Krasnogorsk, Sovjetunionen, död 28 februari 2017 i Moskva, var en rysk ishockeyspelare. 
Petrov spelade som centerforward och tillsammans med Boris Michajlov och Valerij Charlamov bildade han en av ishockeyhistoriens bästa kedjor. Petrov blev olympisk mästare med Sovjetunionens ishockeylandslag 1972 och 1976, samt världsmästare 1969, 1970, 1971, 1973, 1974, 1975, 1978, 1979 och 1981. Han valdes in i Hockey Hall of Fame 2006. 
Vladimir Petrov spelade i den sovjetiska ishockeyligan för Krylja Sovetov (Sovjets vingar) i Moskva från 1965 till 1967, CSKA Moskva från 1967 till 1981, och SKA Leningrad från 1981 till 1983.
Petrov drabbades av cancer och avled tisdagen den 28 februari 2017 av sjukdomen.

## Individuella utmärkelser
- 1973, 1975, 1977, 1979 – Uttagen i VM:s All Star Team
- 1973, 1975, 1977, 1979 – Vinnare av VM:s poängliga
- 1973 – Vinnare av VM:s skytteliga
- 1970, 1973, 1975, 1978, 1979 – Vinnare av sovjetiska ligans poängliga